# Seznam dílů seriálu Chuck
Toto je seznam dílů seriálu Chuck. Americký televizní seriál Chuck byl v roce 2012 ukončen a má celkem pět řad.

## Přehled řad
| Řada | Díly | Premiéra v USA | Premiéra v USA  | Vydání DVD     | Premiéra v ČR     | Premiéra v ČR      |
| Řada | Díly | První díl      | Poslední díl    | Vydání DVD     | První díl         | Poslední díl       |
| ---- | ---- | -------------- | --------------- | -------------- | ----------------- | ------------------ |
| 1    | 13   | 24. září 2007  | 24. ledna 2008  | 16. září 2008  | 1. dubna 2009     | 24. června 2009    |
| 2    | 22   | 29. září 2008  | 27. dubna 2009  | 12. října 2009 | 26. ledna 2010    | 8. března 2010     |
| 3    | 19   | 10. ledna 2010 | 24. května 2010 | 7. září 2010   | 6. listopadu 2010 | 8. ledna 2011      |
| 4    | 24   | 20. září 2010  | 16. května 2011 | 3. října 2011  | 28. srpna 2011    | 19. listopadu 2011 |
| 5    | 13   | 28. října 2011 | 27. ledna 2012  | 27. ledna 2012 | 27. dubna 2013    | 8. června 2013     |

## Seznam dílů

### První řada (2007–2008)
| Č. v seriálu | Č. v řadě | Původní název                         | Český název                  | Režie                 | Scénář                           | Premiéra v USA     | Premiéra v ČR   | Produkční kód |
| --- | --------- | ------------------------------------- | ---------------------------- | --------------------- | -------------------------------- | ------------------ | --------------- | ------------- |
| 1 | 1         | Chuck Versus the Intersect            | Pilot                        | McG                   | Josh Schwartz a Chris Fedak      | 24. září 2007      | 1. dubna 2009   | 101           |
| Chuck dostane email od Bryce Larkina, spolubydlícího a přítele z vysoké školy, který je v té době zběhlý vládní agent. Email obsahoval všechny vládní tajné informace z počítače s názvem Intersect, které se Chuckovi uložili do mozku. CIA a NSA chtějí informace zpět a vyšlou své vlastní agenty, Sarah Walker and Johna Caseyho, aby získali data zpět. |           |                                       |                              |                       |                                  |                    |                 |               |
| 2 | 2         | Chuck Versus the Helicopter           | Chuck a helikoptéra          | Robert Duncan McNeill | Josh Schwartz a Chris Fedak      | 1. října 2007      | 8. dubna 2009   | 102           |
| Když doktor, který se snažil dostat data s Chuckova mozku, byl zabit, Casey a Sarah se obrátí proti sobě. Chuck nakonec věří, že jej zabila Sarah, což způsobuje napjatou situaci při večeři, kterou připravila Chuckova sestra, a které se účastnil i Chuck i Sarah. Ukáže se, že doktor předstíral, že byl zabit, a unese Sarah, aby s ní násilím dostal, kde je Chuck, a on z něj dostal tajné informace, které chtěl prodat. Při pokusu o její záchranu je Chuck zajat. Po zápase ve vrtulníku je jej Chuck nucen sám pilotovat. Za pomoci Sarah na telefonu a vzpomínky na počítačovou hru se mu podaří s vrtulníkem přistát. |           |                                       |                              |                       |                                  |                    |                 |               |
| 3 | 3         | Chuck Versus the Tango                | Chuck a tango                | Jason Ensler          | Matthew Miller                   | 8. října 2007      | 15. dubna 2009  | 103           |
| Chuck uvidí ve svém záblesku dealera zbraní známého jako "La Ciudad", jehož podoba je neznámá, a který se bude účastnit umělecké aukce. Chuck je nucen proniknout na aukci ze Sarah a pokusit se identifikovat "La Ciudad". Mezitím, co Chuck nesprávně identifikoval podezřelého a Sarah s Caseym se jej snaží chytit, tančí Chuck tango se svůdnou latinskou ženou, Malenou, kterou hraje Lorena Bernal. Ukáže se, že právě ona je "La Ciudad". Chucka zajme a snaží se zjistit, pro koho pracuje. |           |                                       |                              |                       |                                  |                    |                 |               |
| 4 | 4         | Chuck Versus the Wookiee              | Chuck a chlupáč              | Allan Kroeker         | Allison Adler                    | 15. října 2007     | 22. dubna 2009  | 104           |
| Zjistí se, že diamant v Malibu, který vlastní "chlupatý muž", kterého Chuck nazývá "señor wookiee", financuje teroristy, Chuck spolu a agenty se jej pokusí ukrást. Situace se zkomplikuje kvůli Carině (Mini Anden), agentce DEA a přítelkyni Sarah, která ráda improvizuje. |           |                                       |                              |                       |                                  |                    |                 |               |
| 5 | 5         | Chuck Versus the Sizzling Shrimp      | Chuck a smažené krevety      | David Solomon         | Scott Rosenbaum                  | 22. října 2007     | 29. dubna 2009  | 105           |
| Chuck čelí prvnímu morálnímu dilematu jako špión. Když omylem sabotuje misi čínské agentky, Mei-Ling Cho (Gwendoline Yeo), která se snaží zachránit svého uneseného bratra, Sarah a Casey mu odmítnou pomoct napravit jeho omyl. Nakonec mu Sarah a Casey pomohou za podmínky, že agentka zradí svou špionážní organizaci. |           |                                       |                              |                       |                                  |                    |                 |               |
| 6 | 6         | Chuck Versus the Sandworm             | Chuck a pouštní červ         | Robert Duncan McNeill | Phil Klemmer                     | 29. října 2007     | 6. května 2009  | 106           |
| Chuck si náhodou všimne vládního agenta, který je zrovna na útěku. Ukáže se, že agent je vynálezce nejrůznějších přístrojů pro CIA, který byl držen vládou mnoho let v podzemní laboratoři. Chuck se musí rozhodnout, jestli o něm řekne Sarah a Caseymu nebo mu pomůže utéct. |           |                                       |                              |                       |                                  |                    |                 |               |
| 7 | 8         | Chuck Versus the Alma Mater           | Chuck a univerzita           | Patrick Norris        | Anne Cofell Saunders             | 5. listopadu 2007  | 13. května 2009 | 107           |
| Chuck se musí vrátit na Stanford, jeho Alma Mater, ze které byl vyloučen. Jeho bývalý profesor si udělal kopii tajných informací o studentech Stanfordu za mnoho let a byl zabit. Chuck s agenty musí kopii najít, aby se nedostala do nepravých rukou. Chuck se chce také dozvědět, proč byl veden v přísně tajných složkách vlády. |           |                                       |                              |                       |                                  |                    |                 |               |
| 8 | 8         | Chuck Versus the Truth                | Chuck a sérum pravdy         | Robert Duncan McNeill | Allison Adler                    | 12. listopadu 2007 | 20. května 2009 | 108           |
| Chuck bojuje se svým krycí a skutečným vztahem, když potká dívku jménem Lou (Rachel Bilsonová, O.C.), která se o něj zajímá. Na druhé straně jeho vztah se Sarah se oživuje při dvojitém rande s Ellie a Devonem, když se snaží vysvětlit svůj sexuální život. Mezitím se specialista na jedy (Kevin Weisman) pokouší získat kódy k nukleárním zbraním a používá sérum pravdy pro získání odpovědí. Poté, co jsou všichni zasaženi sérem, dozví se Chuck mnoho o svých partnerech. |           |                                       |                              |                       |                                  |                    |                 |               |
| 9 | 9         | Chuck Versus the Imported Hard Salami | Chuck a salám z dovozu       | Jason Ensler          | Scott Rosenbaum a Matthew Miller | 19. listopadu 2007 | 27. května 2009 | 109           |
| Chuck začne chodit v Lou, která dělá sendviče, a zdá se, že vše jde opravdu dobře. V Chuckově "expřítelkyni", Sarah, to vyvolává žárlivost, protože zjistila, že city k Chuckovi byly víc než pouze krycí. Věci se zkomplikují, když se zjistí, že Lou je členka pašerácké skupiny. Lou věří, že pašeráci pašují pouze maso jako salámy. Ti ale pašují hlavně zbraně. Po přestřelce v přístavišti se snaží Sarah a Chuck deaktivovat bombu. To se jim však nedaří a Sarah několik sekund před koncem odpočítávání vášnivě políbí Chucka. Bomba nevybouchne. Chuck se rozejde s Lou a pokusí se začít skutečný vztah ze Sarah, ale v zařízení, o kterém si mysleli, že je bomba, našli agenti živého Bryce Larkina, bývalou lásku Sarah, o kterém se myslelo, že byl zabit. |           |                                       |                              |                       |                                  |                    |                 |               |
| 10 | 10        | Chuck Versus the Nemesis              | Chuck a nedostižný protivník | Allison Liddi         | Chris Fedak                      | 26. listopadu 2007 | 3. června 2009  | 110           |
| Je díkuvzdání a Chuckův úhlavní nepřítel, Bryce Larkin (Matt Bomer), se vrátil poté, co si všichni mysleli, že je mrtvý. Bryce potřebuje Chucka, aby dokázal Sarah, Caseymu a zbytku CIA, že není zběh. Poté, co Chuck uvidí Bryce a Sarah, bývalé partnery a milence, spolu, začne žárlit a pochybovat o budoucnosti se Sarah. |           |                                       |                              |                       |                                  |                    |                 |               |
| 11 | 11        | Chuck Versus the Crown Vic            | Chuck a kočár                | Chris Fisher          | Zev Borrow                       | 3. prosince 2007   | 10. června 2009 | 111           |
| Chuck stále žárlí na Bryce, ale musí předstírat, že je přítel Sarah na misi zneškodnění politicky propojeného padělatele a jachtaře. Chuck, Sarah a Casey musí zastavit padělatelský gang. Název dílu se jmenuje podle Caseyho auta, černého Crown Victoria, které je ke konci dílu zničeno, pro zabránění naváděné raketě zničit loď plnou lidí. |           |                                       |                              |                       |                                  |                    |                 |               |
| 12 | 12        | Chuck Versus the Undercover Lover     | Chuck a tajná milenka        | Fred Toye             | Phil Klemmer                     | 24. ledna 2008     | 17. června 2009 | 112           |
| Chuck objevil, že mnoho ruských dealerů zbrani má setkání v Los Angeles. Jedna ruská žena, Ilsa Trinchina (hraje ji Ivana Milicevic), jej zaujme, když mu zableskne, že je to bývalá přítelkyně agenta Caseyho. Chucka to velmi zajímá a otravuje Caseyho, aby mu o ní pověděl. Poté, co se dozvěděli, že ona žena se má vdávat za ruského dealera zbraní, Chuck nutí Caseyho, aby za ni bojoval. |           |                                       |                              |                       |                                  |                    |                 |               |
| 13 | 13        | Chuck Versus the Marlin               | Chuck a operace Mečoun       | Allan Kroeker         | Matthew Lau                      | 24. ledna 2008     | 24. června 2009 | 113           |
| Kapitán Úžasňák požádá Chucka o Elliinu ruku a trvá na tom, aby mu Chuck pohlídal zásnubní prsten, dokud vše nenaplánuje. Chuck se rozhodne prstýnek zamknout do skříňky v Buy More. Když se vrátí další den, zjistí, že Buy More byl kompletně vykradený. Mezitím agenti Casey a Walker zjistili, že někdo odposlouchává Buy More, aby objevil Intersect. Kvůli ohrožení Chuckovi identity a života, nemá NSA jinou možnost než přemístit Chucka do tajného zařízení. |           |                                       |                              |                       |                                  |                    |                 |               |

### Druhá řada (2008–2009)
| Č. v seriálu | Č. v řadě | Původní název                    | Český název                  | Režie                 | Scénář                           | Premiéra v USA     | Premiéra v ČR  | Produkční kód |
| --- | --------- | -------------------------------- | ---------------------------- | --------------------- | -------------------------------- | ------------------ | -------------- | ------------- |
| 14 | 1         | Chuck Versus the First Date      | Chuck a první rande          | Jason Ensler          | Josh Schwartz a Chris Fedak      | 29. září 2008      | 26. ledna 2010 | 201           |
| Nový Intersect je těsně před dokončením. Chybí mu už pouze zařízení jménem Cipher. Mezitím se Chuck těší na normální život po spuštění nového Intersectu a pozve Sarah na opravdové rande. Netuší ale, že John Casey má za úkol od generála zabít Chucka po spuštění nového Intersectu. Sarah a Chuck jsou na rande jsou v restauraci obklíčeni členy Fulcrumu, ale Caseymu se je podaří zachránit. Cipher byl ale ukraden. Chuck padne do zajetí žoldnéře Fulcrumu, Colta (Michael Clarke Duncan). Podaří se mu prchnou a za pomoci agentů a dalších speciálních jednotek, získá Cipher zpět. Na konci epizody je spouštěn nový Intersect, který ale explodoval, protože Fulcrum nahrál do Cipheru virus. Chuck zůstává opět jediným Intersectem a Sarah ruší rande. |           |                                  |                              |                       |                                  |                    |                |               |
| 15 | 2         | Chuck Versus the Seduction       | Chuck a kurz svádění         | Allan Kroeker         | Matthew Miller                   | 6. října 2008      | 27. ledna 2010 | 202           |
| NSA zjistila, že pravý Cipher je v současné době v držení nebezpečné Sashy Banacheck, známé pod přezdívkou Černá vdova (Melinda Clarke, O.C.)). Pomoc při získání Cipheru má legendární špión Roan Montgomery John Larroquette, Kauzy z Bostonu). Ten má za úkol radit Cuckovi, jak ji svést. Chuckovi se nakonec podaří dostat do pokoje Sashy, ale ta pozná, že je Chuck veden Roanem. Chuckovi se podaří uprchnout a ještě jí sebrat Cipher, ale Sarah a Casey jsou zajati. Sasha chce vyměnit agenty za Cipher. Chuck ale nemá, jak získat nějaké posily. Nakonec mu pomůže s výměnou Roan. Všichni nepřátele jsou zajati a Cipher je opět ve správných rukou. |           |                                  |                              |                       |                                  |                    |                |               |
| 16 | 3         | Chuck Versus the Break-Up        | Chuck a rozchod              | Robert McNeill        | Scott Rosenbaum                  | 13. října 2008     | 1. února 2010  | 203           |
| Bývalý milenec a přítel Sarah a Chuckův starý přítel, Bryce Larkin, se nečekaně vrátí. Chuck začíná opět žárlit a navíc musí jít na misi, kde Sarah a Bryce hrají milující se pár, aby získali zašifrovaný čip obsahující přísně tajné informace přímo z ředitelství rozvědky, které jsou aktualizací pro Intersect. |           |                                  |                              |                       |                                  |                    |                |               |
| 17 | 4         | Chuck Versus the Cougars         | Chuck a pumy                 | Patrick Norris        | Allison Adler                    | 20. října 2008     | 2. února 2010  | 204           |
| Chuck se dozví o minulosti Sarah, když jí potká spolužačka ze střední školy Heather Chandler (Nicole Richie). Sarah se snaží Heather zbavit, ale Chuck domluví společnou večeři ještě s manželem Heather, Markem (Ben Savage). Chuck zjistí, že Mark dělá nedobrovolně inženýra v nebezpečném bombovém plánu. Sarah a Chuck musí spolu jít na školní sraz, kde se snaží zjistit, kdo stojí za plány. Název epizody je podle maskota střední školy Sarah. |           |                                  |                              |                       |                                  |                    |                |               |
| 18 | 5         | Chuck Versus Tom Sawyer          | Chuck a Tom Sawyer           | Norman Buckley        | Phil Klemmer                     | 27. října 2008     | 3. února 2010  | 205           |
| Chuck nemá tentokrát za úkol nic menšího, než zachránit svět před 3. světovou válkou… |           |                                  |                              |                       |                                  |                    |                |               |
| 19 | 6         | Chuck Versus the Ex              | Chuck a bývalka              | Jay Chandrasekhar     | Zev Borow                        | 10. listopadu 2008 | 4. února 2010  | 206           |
| Farmaceutická firma vyvinula smrtící virus, který tajně nabízí tomu, kdo přijde s nejvyšší nabídkou. Záhadným prodejcem je navíc Chuckova bývalá láska… |           |                                  |                              |                       |                                  |                    |                |               |
| 20 | 7         | Chuck Versus the Fat Lady        | Chuck a tlustá paní          | Jeffrey G. Hunt       | Matthew Lau                      | 17. listopadu 2008 | 8. února 2010  | 207           |
| Chuck s agenty musejí získat seznam spolupracovníků nepřátelské výzvědné služby. Do akce se zapojí i Chuckova studentská láska Jill. Ke svazku je může dovést podivná skříňka uzamčená hlavolamem… |           |                                  |                              |                       |                                  |                    |                |               |
| 21 | 8         | Chuck Versus the Gravitron       | Chuck a centrifuga           | Allison Liddi Brown   | Chris Fedak                      | 24. listopadu 2008 | 9. února 2010  | 2008          |
| 22 | 9         | Chuck Versus the Sensei          | Chuck a sensei               | Jonas Pate            | Anne Cofell Saunders             | 1. prosince 2008   | 10. února 2010 | 209           |
| 23 | 10        | Chuck Versus the DeLorean        | Chuck a Delorean             | Ken Whittingham       | Matthew Miller                   | 8. prosince 2008   | 11. února 2010 | 210           |
| 24 | 11        | Chuck Versus Santa Claus         | Chuck a Santa Claus          | Robert Duncan McNeill | Scott Rosenbaum                  | 15. prosince 2008  | 15. února 2010 | 211           |
| 25 | 12        | Chuck Versus the Third Dimension | Chuck a třetí dimenze        | Robert Duncan McNeill | Chris Fedak                      | 2. února 2009      | 16. února 2010 | 212           |
| 26 | 13        | Chuck Versus the Suburbs         | Chuck a nejlepší přítel      | Jay Chandrasekhar     | Phil Klemmer                     | 16. února 2009     | 17. února 2010 | 213           |
| 27 | 14        | Chuck Versus the Best Friend     | Chuck a líbánky na předměstí | Peter Lauer           | Allison Adler                    | 23. února 2009     | 18. února 2010 | 214           |
| 28 | 15        | Chuck Versus the Beefcake        | Chuck a svalovec             | Patrick Norris        | Matthew Miller a Scott Rosenbaum | 2. března 2009     | 22. února 2010 | 215           |
| 29 | 16        | Chuck Versus the Lethal Weapon   | Chuck a smrtonosná zbraň     | Allan Kroeker         | Zev Borow a Matthew Lau          | 9. března 2009     | 23. února 2010 | 216           |
| 30 | 17        | Chuck Versus the Predator        | Chuck a predátor             | Jeremiah Chechik      | Chris Fedak                      | 23. března 2009    | 24. února 2010 | 217           |
| 31 | 18        | Chuck Versus the Broken Heart    | Chuck a zlomené srdce        | Kevin Bray            | Allison Adler                    | 30. března 2009    | 1. března 2010 | 218           |
| 32 | 19        | Chuck Versus the Dream Job       | Chuck a vysněná práce        | Robert Duncan McNeill | Phil Klemmer a Corey Nickerson   | 6. dubna 2009      | 2. března 2010 | 219           |
| 33 | 20        | Chuck Versus the First Kill      | Chuck a jáma lvová           | Norman Buckley        | Scott Rosenbaum                  | 13. dubna 2009     | 3. března 2010 | 220           |
| 34 | 21        | Chuck Versus the Colonel         | Chuck a plukovník            | Peter Lauer           | Matthew Miller                   | 20. dubna 2009     | 4. března 2010 | 221           |
| 35 | 22        | Chuck Versus the Ring            | Chuck a kruh                 | Robert Duncan McNeill | Chris Fedak a Allison Adler      | 27. dubna 2009     | 8. března 2010 | 222           |

### Třetí řada (2010)
| Č. v seriálu | Č. v řadě | Původní název                       | Český název              | Režie                    | Scénář                                                     | Premiéra v USA          | Premiéra v ČR      | Produkční kód |
| ------------ | --------- | ----------------------------------- | ------------------------ | ------------------------ | ---------------------------------------------------------- | ----------------------- | ------------------ | ------------- |
| 36           | 1         | Chuck Versus the Pink Slip          | Chuck a pražská spojka   | Robert Duncan McNeill    | Chris Fedak a Matt Miller                                  | 10. ledna 2010          | 6. listopadu 2010  | 3X5801        |
| 37           | 2         | Chuck Versus the Three Words        | Chuck a tři slova        | Peter Lauer              | Allison Adler a Scott Rosenbaum                            | 10. ledna 2010          | 7. listopadu 2010  | 3X5802        |
| 38           | 3         | Chuck Versus the Angel de la Muerte | Chuck a anděl smrti      | Jeremiah Chechik         | Phil Klemmer                                               | 11. ledna 2010 (Citytv) | 13. listopadu 2010 | 3X5803        |
| 39           | 4         | Chuck Versus Operation Awesome      | Chuck a operace Suprák   | Robert Duncan McNeill    | Zev Borow                                                  | 17. ledna 2010          | 14. listopadu 2010 | 3X5804        |
| 40           | 5         | Chuck Versus First Class            | Chuck a první třída      | Fred Toye                | Chris Fedak                                                | 24. ledna 2010 (Citytv) | 20. listopadu 2010 | 3X5805        |
| 41           | 6         | Chuck Versus the Nacho Sampler      | Chuck a mísa nachos      | Allan Kroeker            | Matt Miller a Scott Rosenbaum                              | 31. ledna 2010 (Citytv) | 21. listopadu 2010 | 3X5806        |
| 42           | 7         | Chuck Versus the Mask               | Chuck a maska            | Michael Schultz          | Phil Klemmer                                               | 8. února 2010           | 27. listopadu 2010 | 3X5807        |
| 43           | 8         | Chuck Versus the Fake Name          | Chuck a falešná identita | Jeremiah Chechik         | Allison Adler                                              | 1. března 2010          | 28. listopadu 2010 | 3X5808        |
| 44           | 9         | Chuck Versus the Beard              | Chuck a zástěrka         | Zachary Levi             | Scott Rosenbaum                                            | 8. března 2010          | 4. prosince 2010   | 3X5809        |
| 45           | 10        | Chuck Versus the Tic Tac            | Chuck a Tic Tac          | Patrick Norris           | Rafe Judkins a Lauren LeFranc                              | 15. března 2010         | 5. prosince 2010   | 3X5810        |
| 46           | 11        | Chuck Versus the Final Exam         | Chuck a poslední zkouška | Robert Duncan McNeill    | Zev Borow                                                  | 22. března 2010         | 11. prosince 2010  | 3X5811        |
| 47           | 12        | Chuck Versus the American Hero      | Chuck a americký hrdina  | Jeremiah Chechik         | námět: Max Denby scénář: Matt Miller a Phil Klemmer        | 29. března 2010         | 12. prosince 2010  | 3X5812        |
| 48           | 13        | Chuck Versus the Other Guy          | Chuck a ten druhý        | Peter Lauer              | Chris Fedak                                                | 5. dubna 2010           | 18. prosince 2010  | 3X5813        |
| 49           | 14        | Chuck Versus the Honeymooners       | Chuck a líbánky          | Robert Duncan McNeill    | námět: Allison Adler scénář: Rafe Judkins a Lauren LeFranc | 26. dubna 2010          | 19. prosince 2010  | 3X5814        |
| 50           | 15        | Chuck Versus the Role Models        | Chuck a životní vzory    | Fred Toye                | Phil Klemmer                                               | 3. května 2010          | 25. prosince 2010  | 3X5815        |
| 51           | 16        | Chuck Versus the Tooth              | Chuck a stolička         | Daisy von Scherler Mayer | Zev Borow a Max Denby                                      | 10. května 2010         | 26. prosince 2010  | 3X5816        |
| 52           | 17        | Chuck Versus the Living Dead        | Chuck a oživlá mrtvola   | Jay Chandrasekhar        | Lauren LeFranc a Rafe Judkins                              | 17. května 2010         | 1. ledna 2011      | 3X5817        |
| 53           | 18        | Chuck Versus the Subway             | Chuck a podzemní dráha   | Matt Shakman             | námět: Matt Miller scénář: Allison Adler a Phil Klemmer    | 24. května 2010         | 2. ledna 2011      | 3X5818        |
| 54           | 19        | Chuck Versus the Ring: Part II      | Chuck a kruh II          | Robert Duncan McNeill    | Josh Schwartz a Chris Fedak                                | 24. května 2010         | 8. ledna 2011      | 3X5819        |

### Čtvrtá řada (2010–2011)
| Č. v seriálu | Č. v řadě | Původní název                         | Český název                    | Režie                 | Scénář                                | Premiéra v USA     | Premiéra v ČR      | Produkční kód |
| ------------ | --------- | ------------------------------------- | ------------------------------ | --------------------- | ------------------------------------- | ------------------ | ------------------ | ------------- |
| 55           | 1         | Chuck Versus the Anniversary          | Chuck a výročí                 | Robert Duncan McNeill | Chris Fedak                           | 20. září 2010      | 28. srpna 2011     | 3X6301        |
| 56           | 2         | Chuck Versus the Suitcase             | Chuck a kufřík                 | Gail Mancuso          | Rafe Judkins a Lauren LeFranc         | 27. září 2010      | 3. září 2011       | 3X6302        |
| 57           | 3         | Chuck Versus the Cubic Z              | Chuck a prsten se zirkonem     | Norman Buckley        | Nicholas Wootton                      | 4. října 2010      | 4. září 2011       | 3X6303        |
| 58           | 4         | Chuck Versus the Coup d'Etat          | Chuck a státní převrat         | Robert Duncan McNeill | Kristin Newman                        | 11. října 2010     | 10. září 2011      | 3X6304        |
| 59           | 5         | Chuck Versus the Couch Lock           | Chuck a falešný pohřeb         | Michael Schultz       | Henry Alonso Myers                    | 18. října 2010     | 11. září 2011      | 3X6305        |
| 60           | 6         | Chuck Versus the Aisle of Terror      | Chuck a ulička hrůzy           | John Scott            | Craig DiGregorio                      | 25. října 2010     | 17. září 2011      | 3X6306        |
| 61           | 7         | Chuck Versus the First Fight          | Chuck a první hádka            | Allan Kroeker         | Rafe Judkins a Lauren LeFranc         | 1. listopadu 2010  | 18. září 2011      | 3X6307        |
| 62           | 8         | Chuck Versus the Fear of Death        | Chuck a největší strach        | Robert Duncan McNeill | Nicholas Wootton                      | 15. listopadu 2010 | 24. září 2011      | 3X6308        |
| 63           | 9         | Chuck Versus Phase Three              | Chuck a třetí fáze             | Anton Cropper         | Kristin Newman                        | 22. listopadu 2010 | 25. září 2011      | 3X6309        |
| 64           | 10        | Chuck Versus the Leftovers            | Chuck a rodinná večeře         | Zachary Levi          | Henry Alonso Myers                    | 29. listopadu 2010 | 1. října 2011      | 3X6310        |
| 65           | 11        | Chuck Versus the Balcony              | Chuck a balkon                 | Jay Chandrasekhar     | Max Denby                             | 17. ledna 2011     | 2. října 2011      | 3X6311        |
| 66           | 12        | Chuck Versus the Gobbler              | Chuck a žrout                  | Milan Cheylov         | Craig DiGregorio                      | 24. ledna 2011     | 8. října 2011      | 3X6312        |
| 67           | 13        | Chuck Versus the Push Mix             | Chuck a hudba k porodu         | Peter Lauer           | Rafe Judkins a Lauren LeFranc         | 31. ledna 2011     | 9. října 2011      | 3X6313        |
| 68           | 14        | Chuck Versus the Seduction Impossible | Chuck a svůdník                | Patrick Norris        | Chris Fedak a Kristin Newman          | 7. února 2011      | 15. října 2011     | 3X6314        |
| 69           | 15        | Chuck Versus the Cat Squad            | Chuck a kočičí komando         | Paul Marks            | Nicholas Wootton                      | 14. února 2011     | 16. října 2011     | 3X6315        |
| 70           | 16        | Chuck Versus the Masquerade           | Chuck a maškarní ples          | Patrick Norris        | Rafe Judkins a Lauren LeFranc         | 21. února 2011     | 22. října 2011     | 3X6316        |
| 71           | 17        | Chuck Versus the First Bank of Evil   | Chuck a první banka zla        | Frederick E.O. Toye   | Henry Alonso Myers a Craig DiGregorio | 28. února 2011     | 23. října 2011     | 3X6317        |
| 72           | 18        | Chuck Versus the A-Team               | Chuck a souboj týmů            | Kevin Mock            | Phil Klemmer                          | 14. března 2011    | 29. října 2011     | 3X6318        |
| 73           | 19        | Chuck Versus the Muuurder             | Chuck a šéfování               | Allan Kroeker         | Alex Katsnelson a Kristin Newman      | 21. března 2011    | 30. října 2011     | 3X6319        |
| 74           | 20        | Chuck Versus the Family Volkoff       | Chuck a Volkoffovi             | Robert Duncan McNeill | Amanda Kate Shuman a Nicholas Wootton | 11. dubna 2011     | 5. listopadu 2011  | 3X6320        |
| 75           | 21        | Chuck Versus the Wedding Planner      | Chuck a svatební koordinátorka | Anton Cropper         | Rafe Judkins a Lauren LeFranc         | 18. dubna 2011     | 6. listopadu 2011  | 3X6321        |
| 76           | 22        | Chuck Versus Agent X                  | Chuck a Agent X                | Robert Duncan McNeill | Phil Klemmer a Craig DiGregorio       | 2. května 2011     | 12. listopadu 2011 | 3X6322        |
| 77           | 23        | Chuck Versus the Last Details         | Chuck a poslední detaily       | Peter Lauer           | Henry Alonso Myers a Kristin Newman   | 9. května 2011     | 13. listopadu 2011 | 3X6323        |
| 78           | 24        | Chuck Versus the Cliffhanger          | Chuck a nervák                 | Robert Duncan McNeil  | Chris Fedak a Nicholas Wootton        | 16. května 2011    | 19. listopadu 2011 | 3X6324        |

### Pátá řada (2011–2012)
| Č. v seriálu | Č. v řadě | Původní název                   | Český název              | Režie                 | Scénář                          | Premiéra v USA     | Premiéra v ČR   | Produkční kód |
| ------------ | --------- | ------------------------------- | ------------------------ | --------------------- | ------------------------------- | ------------------ | --------------- | ------------- |
| 79           | 1         | Chuck Versus the Zoom           | Chuck a zoom             | Robert Duncan McNeill | Chris Fedak a Nicholas Wootton  | 28. října 2011     | 27. dubna 2013  | 3X6751        |
| 80           | 2         | Chuck Versus the Bearded Bandit | Chuck a vousatý bandita  | Patrick Norris        | Lauren LeFranc a Rafe Judkins   | 4. listopadu 2011  | 28. dubna 2013  | 3X6752        |
| 81           | 3         | Chuck Versus the Frosted Tips   | Chuck a melír            | Paul Marks            | Phil Klemmer                    | 11. listopadu 2011 | 4. května 2013  | 3X6753        |
| 82           | 4         | Chuck Versus the Business Trip  | Chuck a služební cesta   | Allan Kroeker         | Kristin Newman                  | 18. listopadu 2011 | 5. května 2013  | 3X6754        |
| 83           | 5         | Chuck Versus the Hack Off       | Chuck a virus            | Zachary Levi          | Craig DiGregorio                | 9. prosince 2011   | 11. května 2013 | 3X6755        |
| 84           | 6         | Chuck Versus the Curse          | Chuck a rodinné prokletí | Michael Schultz       | Alex Katsnelson                 | 16. prosince 2011  | 12. května 2013 | 3X6756        |
| 85           | 7         | Chuck Versus the Santa Suit     | Chuck a Santův kostým    | Peter Lauer           | Amanda Kate Shuman              | 23. prosince 2011  | 18. května 2013 | 3X6757        |
| 86           | 8         | Chuck Versus the Baby           | Chuck a holčička         | Matt Barber           | Rafe Judkins a Lauren LeFranc   | 30. prosince 2011  | 19. května 2013 | 3X6758        |
| 87           | 9         | Chuck Versus the Kept Man       | Chuck a vydržovaný muž   | Fred Toye             | Craig DiGregorio a Phil Klemmer | 6. ledna 2012      | 25. května 2013 | 3X6759        |
| 88           | 10        | Chuck Versus Bo                 | Chuck a Bo               | Jeremiah Chechik      | Kristin Newman                  | 13. ledna 2012     | 26. května 2013 | 3X6760        |
| 89           | 11        | Chuck Versus the Bullet Train   | Chuck a rychlovlak       | Buzz Feitshans IV     | Nicholas Wootton                | 20. ledna 2012     | 1. června 2013  | 3X6761        |
| 90           | 12        | Chuck Versus Sarah              | Chuck a Sára             | Jay Chandrasekhar     | Rafe Judkins a Lauren LeFranc   | 27. ledna 2012     | 2. června 2013  | 3X6762        |
| 91           | 13        | Chuck Versus the Goodbye        | Chuck a rozloučení       | Robert Duncan McNeill | Chris Fedak                     | 27. ledna 2012     | 8. června 2013  | 3X6763        |